# Philipp-André Syring

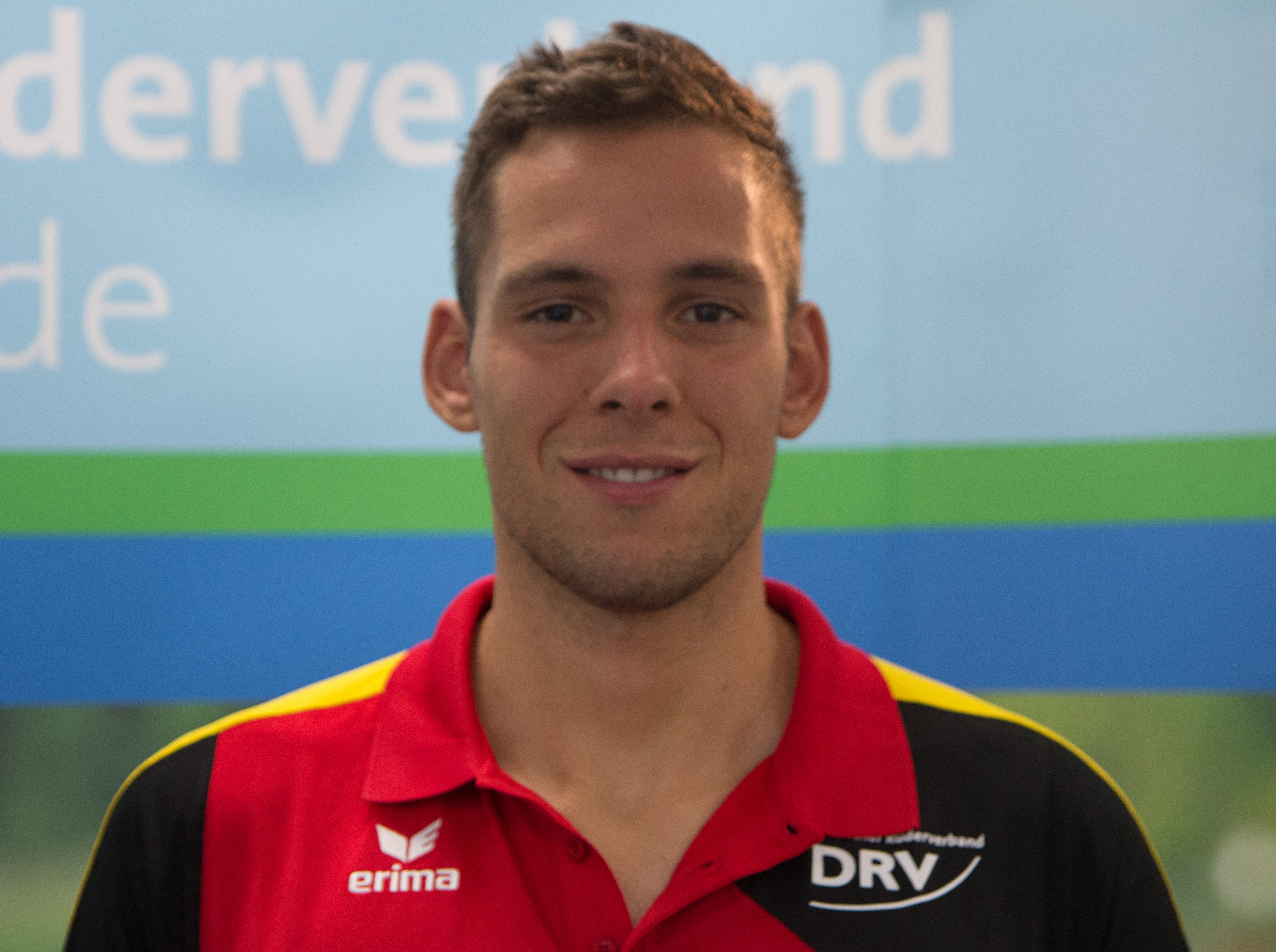
Philipp-André Syring, 2017

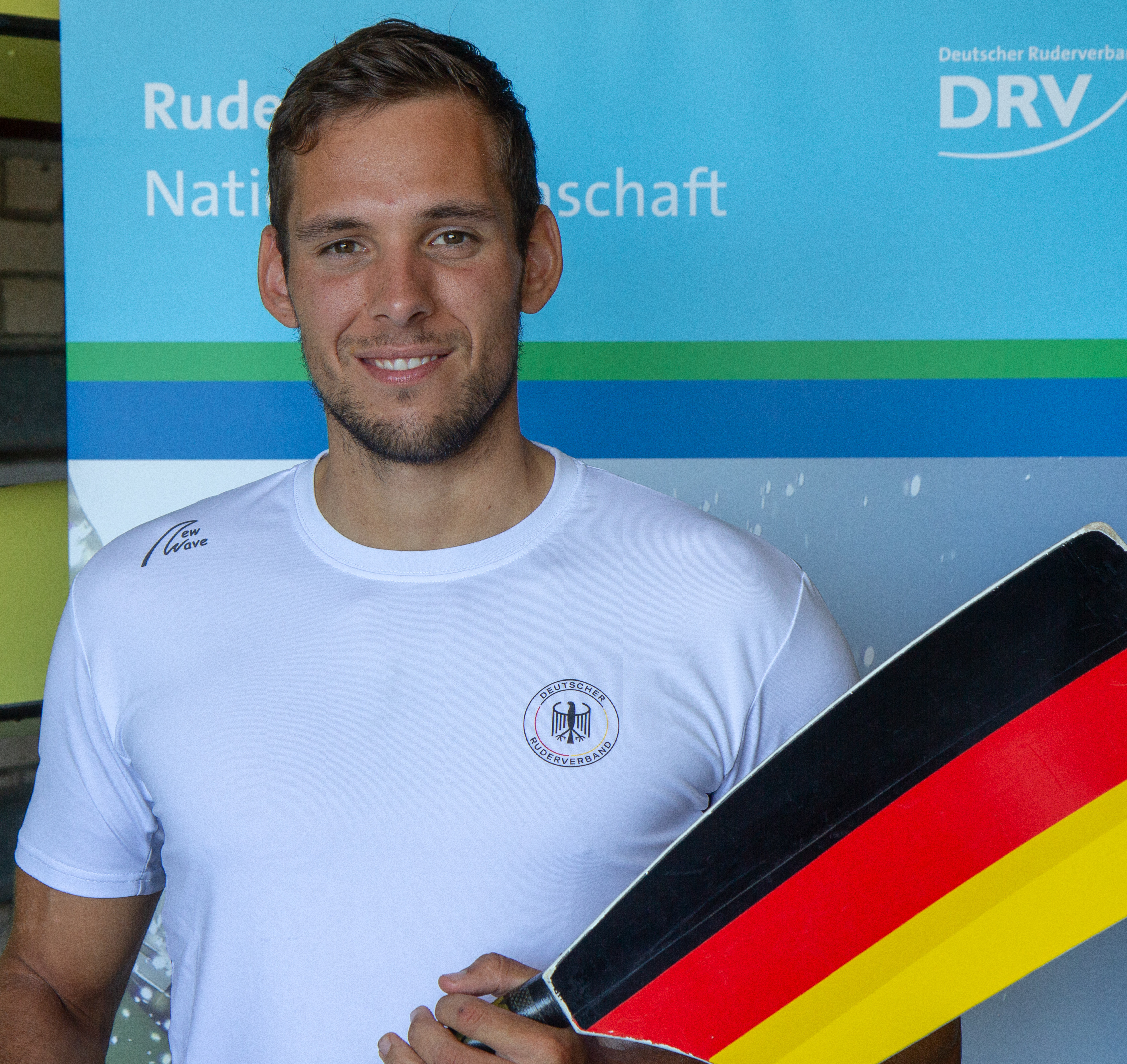
2018

Philipp-André Syring (* 12. November 1996 in Magdeburg) ist ein deutscher Ruderer. 2016 war er deutscher Meister im Einer.

## Leben
Er wurde als Sohn des Ruderers André Willms geboren, seine Eltern sind geschieden. Er startet für den SC Magdeburg. Syring arbeitet als Polizist für die Bundespolizei.
Bei den Junioren-Weltmeisterschaften 2013 in Traken (Litauen) gewann er eine Goldmedaille im Doppelzweier für Deutschland. Den Erfolg konnte er bei den Junioren-Weltmeisterschaften im Rudern 2014 wiederholen. Im gleichen Jahr gewann er auch Gold mit dem Doppelzweier bei den Junioren-Europameisterschaften. 
Bei den U23-Weltmeisterschaften wurde er 2015 im Einer Sechster, bei den Ruder-Europameisterschaften 2016 im Einer Zwölfter. Die U23-Weltmeisterschaften 2016 schloss er gemeinsam mit Max Appel mit einer Goldmedaille im Doppelzweier ab. Im Jahr 2016 wurde er Deutscher Meister im Einer. Es gelang ihm jedoch nicht sich für die Olympischen Sommerspiele 2016 zu qualifizieren.
2017 erzielte er sowohl bei den Ruder-Europameisterschaften 2017 als auch bei den Ruder-Weltmeisterschaften 2017 jeweils einen zweiten Platz im B-Finale im Doppelvierer. Dieses Ergebnis wiederholte er bei den Ruder-Weltmeisterschaften 2018. Als Mitglied der deutschen Nationalmannschaft verzog er zum Training am Bundesstützpunkt von Magdeburg nach Hamburg. 2019 brach er sich beim Trainingslager in Portugal bei einem Fußballspiel den Fuß und musste daher pausieren. In der Folge wechselte er zurück nach Magdeburg und von den Skullern zum Riemenboot. Wegen drei verpassten Dopingkontrollen innerhalb eines Jahres wurde Syring 2021 vom Internationalen Sportgerichtshof für zwei Jahre gesperrt und es wurden ihm sämtliche Wettkampfergebnisse zwischen dem 21. Juni 2018 und dem 8. April 2019 aberkannt.
Syring ist 2,03 Meter groß und etwa 103 Kilogramm schwer.
2013 durfte sich Syring in Anerkennung seines Weltmeistertitels bei den Junioren in das Goldene Buch der Stadt Magdeburg eintragen.